# Einar Gerhardsen
Einar Gerhardsen (Asker, 10 maggio 1897 – Oslo, 19 settembre 1987) è stato un politico norvegese.
Esponente del Partito Laburista Norvegese, fu per tre volte primo ministro della Norvegia (dal 1945 al 1951, dal 1955 al 1963 e dal 1963 al 1965) per un totale di circa 17 anni e presidente del Parlamento (Storting) dal 10 gennaio 1954 al 22 gennaio 1955.
Considerato da molti norvegesi come il Landsfaderen (Padre della Patria), fu tra i protagonisti della ricostruzione del Paese scandinavo dopo la fine della seconda guerra mondiale.
Nel 1932 sposò Werna Julie Koren Christie (1912-1970), ed ebbe due figli, Truls e Rune, ed una figlia Torgunn. 

## Biografia

### Gli inizi nel movimento sindacale
Einar Gerhardsen nacque nel comune di Asker, nella odierna contea di Akershus. I suoi genitori erano Gerhard Olsen (1867-1949) ed Emma Hansen (1872-1949). Suo padre lavorava per la Statens vegvesen, la compagnia statale per la gestione stradale, ed era caposquadra di un comitato sindacale. Durante l'infanzia di Gerhardsen il leader del sindacato Carl Jørgensen visitava spesso la loro casa.
Dai 17 anni, Gerhardsen andò alle riunioni del movimento giovanile del partito laburista. Nel 1918, durante la guerra civile finlandese, Gerhardsen si separò dalla Chiesa di Norvegia dopo che la chiesa si era schierata a favore dei Bianchi.
Iniziò a lavorare nel movimento sindacale a partire dagli anni venti e venne più volte arrestato per aver preso parte ad attività sovversive fino a quando, insieme al resto del Partito Laburista, si è gradualmente spostato dal comunismo al socialismo democratico. 
Gerhardsen fu eletto nel consiglio comunale di Oslo nel 1932 e divenne vice-sindaco nel 1938 mentre l'anno dopo divenne anche vicedirettore del Partito Laburista.
Verso la metà degli anni trenta, i laburisti erano una forza importante sulla scena politica nazionale, diventando il partito di governo sotto il primo ministro Johan Nygaardsvold dal 1935 fino all'invasione tedesca nel 1940.

### Durante l'occupazione tedesca
Dopo l'occupazione tedesca della Norvegia, Gerhardsen divenne presidente del Partito Laburista, in quanto il precedente presidente, Oscar Torp era andato in esilio. Gerhardsen divenne sindaco di Oslo il 15 agosto 1940, ma fu costretto a dimettersi dai tedeschi il 26 agosto dello stesso anno. A settembre, il governo di occupazione vietò tutti i partiti politici parlamentari, incluso quello laburista.
Durante la seconda guerra mondiale, Gerhardsen prese parte alla resistenza organizzata contro l'occupazione tedesca della Norvegia, e fu arrestato l'11 settembre 1941. Essendo già stato sospettato per lungo tempo, Gerhardsen era stato detenuto e sottoposto a interrogatori in 31 precedenti occasioni dall'estate del 1940. Inizialmente fu inviato nel campo di concentramento di Grini in Norvegia. Nel febbraio del 1942 fu accusato di aver condotto lavori di resistenza dalla sua prigionia e rimosso dal campo per essere interrogato. Inizialmente interrogato alla stazione di polizia di Møllergata 19, fu presto trasferito nel quartier generale della Gestapo a Victoria Terrasse. A Victoria Terrasse fu torturato per rivelare informazioni sulla resistenza, ma non si spezzò. Nell'aprile del 1942 fu inviato nel campo di concentramento di Sachsenhausen in Germania. Nel settembre del 1944 fu trasferito di nuovo a Grini, dove trascorse il resto della guerra.

### Primo Ministro
Dopo la guerra, Gerhardsen formò il governo provvisorio che rimase in carica dalla fine dell'occupazione nel maggio 1945 fino alle elezioni che si svolsero nell'ottobre dello stesso anno. Le elezioni diedero ai laburisti la maggioranza assoluta nel Parlamento nazionale, lo Storting, che mantenne fino al 1961.
Nonostante la maggioranza del partito, Gerhardsen ritenne importante che vi fosse il maggior accordo possibile tra i partiti politici al momento della ricostruzione della Norvegia dopo la guerra. Pertanto, il nuovo governo basò il suo lavoro su un programma congiunto
In politica estera, c'era una disputa su quale forma di cooperazione militare la Norvegia avrebbe dovuto scegliere dopo la guerra. Gerhardsen era tra quelli che sperarono a lungo che la Norvegia potesse mantenere una linea neutrale tra i due blocchi, preferendo un patto di difesa nordica. 
Molte persone volevano però che la Norvegia scegliesse uno schieramento. In particolare, fu il colpo di stato comunista in Cecoslovacchia nel 1948 che portò Gerhardsen a sostenere l'allineamento della Norvegia con le potenze occidentali alla fine degli anni quaranta. Dopo alcune esitazioni iniziali all'interno del partito al governo la Norvegia divenne un membro fondatore della NATO. I documenti del 1958 rivelano che il governo Gerhardsen sapeva che Israele avrebbe usato l'acqua pesante fornita da Noratom per la produzione di plutonio, rendendo possibile a Israele la produzione di armi nucleari.
Durante e dopo i suoi periodi in carica fu molto rispettato dalla gente, anche da coloro che non condividevano le sue opinioni socialdemocratiche. Le amministrazioni da lui guidate hanno forgiato grazie una politica economica eclettica uno dei migliori esempi di modello nordico in cui la regolamentazione governativa del commercio, dell'industria e delle banche era combinata con l'economia di mercato. Povertà e disoccupazione furono drasticamente ridotte dalle politiche di industrializzazione e ridistribuzione della ricchezza del suo governo attraverso la tassazione progressiva, insieme alla creazione di un sistema globale di sicurezza sociale.
La legge norvegese sulle banche immobiliari del marzo 1946 introdusse prestiti relativamente economici per le società cooperative di edilizia e i singoli costruttori privati. La legge sugli assegni familiari dell'ottobre 1946 introduceva gli assegni per i figli secondari e successivi di età inferiore ai 16 anni, fornendo allo stesso tempo assegni per le famiglie monoparentali per il primo figlio. Secondo una legge del luglio 1947, la copertura assicurativa per la disoccupazione fu estesa ai lavoratori agricoli e ad altri gruppi di lavoratori. Nel 1947 fu introdotto un fondo di prestito per studenti. Nello stesso anno furono introdotte le indennità di alloggio per le famiglie con due o più figli di età inferiore ai 16 anni. 
Gerhardsen scelse sorprendentemente di dimettersi come Primo Ministro nel novembre del 1951, lasciando l'incarico al leader parlamentare Oscar Torp. Nelle sue memorie, Gerhardsen ha affermato che nessuna situazione politica era alla base del cambiamento, ma che egli era personalmente stanco dopo essere passato più o meno direttamente dalla prigionia tedesca al lavoro di Primo Ministro norvegese sei anni e mezzo prima. Ma diversi oppositori e collaboratori politici, nonché storici, ritengono che il cambiamento abbia avuto anche cause politiche. Negli ultimi anni del primo primo periodo ministeriale di Gerhardsen, ci erano stati diversi disaccordi tra il governo e il gruppo parlamentare. Inoltre, l'aumento dei prezzi aveva portato a numerosi scontri tra il governo e il movimento sindacale. Proponendo Torp come suo sostituto, anche il posto di leader parlamentare divenne vacante e Gerhardsen fu in grado di assumere la guida del gruppo parlamentare del Partito Laburista. 
Gerhardsen divenne presidente dello Storting dal 10 gennaio 1954 al 22 gennaio 1955.
Dopo che Gerhardsen era uscito dal governo per alcuni anni, i continui rimpiazzi del governo Torp convinsero diversi dirigenti chiave del partito che Gerhardsen dovesse tornare nuovamente alla carica di Primo Ministro. Nel novembre del 1954, Gerhardsen chiese al governo di attuare misure immediate per superare l'aumento dei prezzi. Quando un mese dopo non accadde nulla, Gerhardsen consigliò a Torp di uscire dal governo. Con la sua impareggiabile posizione nel partito laburista, Gerhardsen sapeva che sarebbe stato autonomo come primo ministro se avesse voluto.
La prima sfida che il terzo governo di Gerhardsen dovette affrontare fu il superamento dell'aumento dei prezzi. Un mese dopo essere ritornato come Primo Ministro, Gerhardsen e il Ministro delle Finanze Mons Lid lanciarono nel febbraio 1955 delle misure volte a ridurre la pressione fiscale sugli investimenti stranieri, i prezzi ed il mercato del lavoro. Tali misure non erano affatto popolari, né tra il popolo norvegese né all'interno del Partito Laburista, ma il governo riuscì a convincere lo Storting che dovevano essere adottate.
La legge sulla scolarizzazione completa del luglio 1954 istituì una scuola completa di 9 anni a titolo di prova, mentre la legge sull'assicurazione malattia del marzo 1956 introdusse un'assicurazione obbligatoria per tutti i residenti. Una legge del gennaio 1960 ha introdotto un regime pensionistico di invalidità e una legge del giugno 1961 ne estese la copertura degli infortuni al personale militare e ai coscritti. Nel 1957 furono introdotte le pensioni di base universali. Sempre nel 1957, le indennità di alloggio furono rese disponibili per le famiglie monoparentali con figli e fu introdotta la prova del reddito e dei beni immobili mentre la legge sulle indennità di alloggio fu resa obbligatoria per tutti i comuni. Nello stesso anno fu istituito un regime pensionistico per orfani e nel 1958 fu introdotta un'assicurazione contro gli infortuni sul lavoro nell'università. Nel 1964 fu introdotto un beneficio nazionale per le vedove.
Quando Nikita Krusciov assunse la carica di primo segretario del Partito comunista sovietico nel 1955, Gerhardsen si recò a Mosca con sua moglie Werna, il Ministro del Commercio Arne Skaug e sua moglie. Questa visita portò Gerhardsen a credere che fosse possibile stabilire un dialogo tra i due blocchi. Tuttavia i contraccolpi dei fatti in Ungheria nel 1956 e della riunione della NATO di Parigi nel 1957, in cui Gerhardsen tenne un discorso dove chiedeva la posticipazione del dispiegamento di missili a medio raggio in Europa, lo fecero ricredere. L'Assemblea generale del Partito laburista del 1957 sostenne che le armi nucleari non dovevano essere collocate sul suolo norvegese.

### Ultimi anni
Nel novembre 1962 - in seguito ad un incidente occorso a Spitsbergen, nell'arcipelago delle Svalbard, nel quale persero la vita numerosi minatori (caso Kings Bay) - il governo di Gerhardsen venne accusato di non essersi attenuto alla legislazione approvata dal parlamento e nell'estate del 1963 venne sfiduciato grazie anche ai voti degli alleati di governo del partito socialista popolare. Venne così formato un governo di centro-destra guidato da John Lyng che però durò solo tre settimane poiché il partito socialista popolare tornò sui suoi passi stringendo nuovamente alleanza con i laburisti. Il breve esecutivo aveva comunque costituito la base per una vittoria dell'opposizione sotto la guida di Per Borten alle elezioni del 1965. Gerhardsen si ritirò dalla politica nazionale nel 1969, ma continuò a influenzare l'opinione pubblica attraverso la scrittura e discorsi.